# Ravil

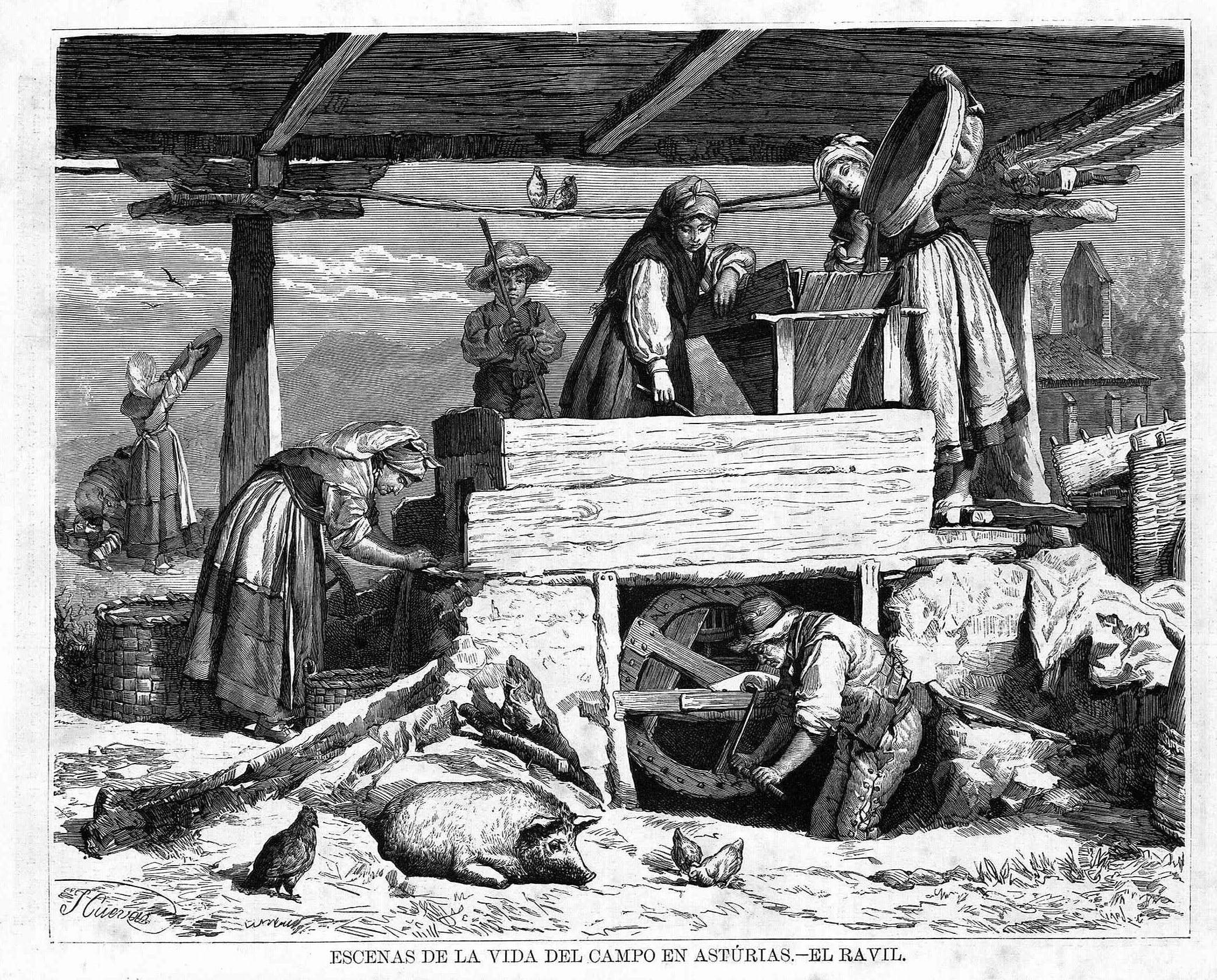
Escenas de la vida del campo en Asturias: el ravil, en La Ilustración de Galicia y Asturias.

Un rabil o ravil es un tipo de molino movido por fuerza humana, utilizado para quitar el cascabillo al trigo silvestre o escanda y usado en el norte de España.
Considerado dentro de la clasificación de “molinos de tracción a sangre”, por ser movido de forma manual, y usado en siglos pasados en Asturias y Cantabria, el «rabil», se empleaba para la separación del “trigo chamorro” –también conocido como «rapín» o «escanda»– de la paja. Construido fundamentalmente en madera, se estructura en dos niveles: arriba la tolva y las muelas y abajo el rodezno.
En la provincia de Palencia y en Asturias se conservan ejemplares fuera de uso.

## Orígenes y nombres
Conocido como «ravil», «rapin», «rabil» o «molino de pisar» en Asturias o «rabilucu» o «rabilón» en la montaña de Santander. Adriano García-Lomas, en Estudio del dialecto popular montañés, hace referencia al verbo relacionado con hacer girar el molino, que sería «rabilar».